# (1173) Anchises
(1173) Anchises – planetoida z grupy trojańczyków okrążająca Słońce w ciągu 12 lat i 105 dni w średniej odległości 5,32 au. Została odkryta 17 października 1930 roku w Landessternwarte Heidelberg-Königstuhl w Heidelbergu przez Karla Reinmutha. Nazwa planetoidy pochodzi od Anchizesa, jednego z uczestników wojny trojańskiej. Przed nadaniem nazwy planetoida nosiła oznaczenie tymczasowe (1173) 1930 UB.